# ロベルト・アベーラ
ロベルト・アベーラ（マルタ語: Robert Abela、1977年12月7日 - ）は、マルタの弁護士、政治家。2017年に国会議員に選出され、2020年から同国首相および労働党党首を務める。

## 経歴
マルタ島北東部の港町であるスリーマで、ジョージ・アベラとその妻マーガレット（旧姓カウチ）の一男一女の長男として生まれる。アベーラはマルタ南部のゲアクとマルサスカーラの町で妹のマリヤと共に育った。小中高共に、コスピクアのミッション・スクールに通い続けている。
マルタサッカー協会会長を務めていた父であるジョージの影響で、少年時代にはサッカー選手で、ユース代表チームのゴール係としてプレーした。アベラはボディビルも練習し、1990年代後半には全米選手権に2度出場した。アベラはマルタ大学で法学を学び、そこで将来の妻となるリディアと出会った。2002年の卒業後はアベラ・アドボケート法律事務所を開設し、産業法と労働法を専門とした。父のジョージが副党首を務め、1996年の総選挙で党を支持していた間、政治に関与するようになった。1996年にはジョゼフ・ムスカットの要請に応じて時事問題番組で党を代表したり、長年舞台裏で働いたと主張した。アルフレッド・サント首相の辞任後、2008年にジョゼフ・ムスカットに対する労働党指導部の立候補が失敗に終わった際にも父親を支援した。2017年1月25日、アベラは、故郷オルミの土地区画が前パルティ・ナジョナリスタ政権下で著しく過小評価されており、請負業者が全額800万ユーロではなく90万ユーロを支払っていたことを強調した。

### 政界への進出
2017年6月にはルア、オルミを含む第6選挙区での出馬を表明して、代議院議員に当選した。議員と共にムスカット首相の法律顧問も務めたため、内閣会議に出席することもあった。国民党ら野党はマルタ政府計画局およびマルタ運輸局との個人契約により、少なくとも58万ユーロの収入を得ていたと主張した。2019年10月、アベラ氏は、住民の移民関連の懸念に対処するためにマルタの路上に多くの警察が必要であると述べた。国会議員時代、アベーラはムスカットを率直に批判したことは一度もなかった。ダフネ・カルーアナ・ガリジア暗殺事件の余波で「もし自分が指導者であったなら、コンラッド・ミッツィ観光相とキース・シェンブリ首席補佐官をそのポストから解任するために迅速に行動したかもしれない」と語っている。アベーラは妻が代表を務める家族の法律事務所が就任した場合、公共入札に入札する権利を保持すべきであると述べた。アベーラは独立系報道機関からの取材を一切受け入れず、労働党寄りの報道機関のみに頼ったことで批判されている。
2020年1月12日の党内選挙ではアベラ氏が9,342票、対抗馬のクリス・ファーンが6,798票を獲得したことでアベーラが労働党党首に選出された。翌日、ムスカットの首相辞任に伴い、アベーラがヴェラ大統領より首相に任命された。2008年に彼はリディア・アベーラ（旧姓ゼラファ）と結婚し、リディアは労働党執行委員会書記に就いた。2人の間に2012年に生まれた娘のジョルジア・メイ・アベーラがいる。

## 栄典
- マルタ国民勲章一等（首相に対する授与が慣例となっている）